# Leben und Tod (Zeitschrift)
Leben und Tod (Eigenschreibweise: Leben & Tod) ist eine vierteljährlich erscheinende deutsche Zeitschrift.

## Inhalte
Leben & Tod beschäftigt sich mit den unterschiedlichen Facetten von Leben, Sterben, Krankheit, Tod, Trauer, Trost, Spiritualität, Bestattung und Friedhofskultur.
Die Beiträge reichen von Essays über Hintergrundberichte und Interviews mit Experten und Betroffenen bis hin zu Reisereportagen, Erfahrungsberichten und Ratgebern.
Jedes Heft hat einen thematischen Schwerpunkt wie Organspende, Sterbehilfe, Pflege und Demenz, aber auch Themen wie Humor und Glück.
Neben den Redakteuren und Stammjournalisten des Magazins kommen je nach Schwerpunkt namhafte Gastautoren zu Wort, bisher zum Beispiel der Palliativmediziner Gian Domenico Borasio, die Vorsitzende der Deutschen Alzheimer Gesellschaft, Heike von Lützau-Hohlbein, und die Intendantin des Mitteldeutschen Rundfunks, Karola Wille.

## Geschichte
Gegründet wurde das Magazin im Jahr 2012 von Raymond Voltz, Palliativmediziner der Universität zu Köln, Gunnar Duttge, Rechtswissenschaftler für Medizin- und Biorecht an der Universität Göttingen, und Falk Stirner, Geschäftsführer der Trägerwerk Soziale Dienste in Sachsen GmbH und Mitbegründer des ersten stationären Hospizes in den Neuen Bundesländern in Radebeul. 
Anfänglicher Chefredakteur war Uwe von Seltmann. Anfang 2013 löste ihn der jetzige Chefredakteur Klaus Gertoberens ab, der zuvor unter anderem für die Süddeutsche Zeitung gearbeitet hatte und Chefredakteur der Tageszeitung Die Union gewesen war.
2012 war Leben & Tod Medienpartner der ARD-Themenwoche „Leben mit dem Tod“.

## Erscheinungsweise
Leben & Tod erscheint viermal im Jahr und kann wahlweise als Print- oder als Onlinemagazin gelesen werden sowie im Abonnement bezogen oder als Einzelheft gekauft werden.

## Messe
Mit der gleichnamigen Messe Leben und Tod ist die Zeitschrift Leben & Tod zwar freundschaftlich verbunden. Es handelt sich aber nicht um dieselben Akteure.